# Aktualitetsprincippet
Aktualitetsprincippet (på engelsk: uniformitarianism) er antagelsen om, at de naturlove og processer I naturen som er virksomme i dag, har været gældende og virksomme på samme måde til alle tider og steder. Princippet har at gøre med det metafysiske grundlag for videnskabelig tænkning, fx forestillingen om at forholdet mellem årsag og virkning er uforanderligt i tid og rum, og at fysikkens love er de samme overalt i universet og til alle tider. Selv om det er en påstand som ikke kan bevises videnskabeligt, har aktualitetsprincippet været et fundamentalt aksiom i så at sige alle naturvidenskaber.
Princippet fik i løbet af 1800-tallet stor betydning inden for geologi. I dag anses Jordens historie for at være kendetegnet ved små og hyppige, men langsomme og gradvise forandringer, vekslende med sjældne, kortvarige katastrofer med store konsekvenser.

## Geologiske aspekter
Inden for geologi har man brugt aktualitetsprincippet som grundlag for forestillingen om, at geologiske begivenheder og processer altid har foregået på den samme gradvise måde som de foregår i dag, på engelsk udtrykt som "the present is the key to the past" (nutiden er nøglen til fortiden), se illustrationer til højre, selvom mange geologer i dag ikke tror helt så fast på det gradvise. Princippet blev indført af britiske naturhistorikere i slutningen af 1700-tallet, som modtræk mod katastrofismen, den tids fremherskende forestilling om, at naturen var dannet ved enkeltstående katastrofale begivenheder, fx Syndfloden. Den skotske geolog James Hutton var blandt de første til at argumentere for princippet, bl.a. i sin bog Theory of the Earth. Huttons arbejde blev videreført af naturfilosoffen John Playfair og senere også i geologen Charles Lyells Principles of Geology fra 1830.
Aktualitetsprincippet kan ifølge Hutton og Lyell bruges til ud fra iagttagelser af nutidige naturprocesser at forklare, hvordan fortidens geologiske lag er dannet. Ifølge denne opfattelse har fx livet på Jorden gradvist udviklet sig under betingelser svarende til de nutidige, med klima- og temperaturforandringer af nogenlunde samme varighed og intensitet som ses i unge geologiske lag. Fx viser prækambriske sandsten tegn på, at der allerede på den tid fandtes klimabælter og årstider. Men andre forhold har alligevel nødvendiggjort en revision af det universelle aktualitetsprincip.
Man kan se, at kontinentalpladerne i Jordens tidlige historie var mindre end de nuværende, fordi de små plader gradvist er blevet gjort større eller er vokset sammen med andre, hver gang en bjergkæde er dannet ved kontinentranden, og tilsvarende er også oceanbundspladerne vokset i størrelse. Pladernes størrelse har både betydning for klimatiske og geografiske forhold, da større plader både muliggør større områder med fastlandsklima og længere bjergkæder.
Det var først engang i palæozoisk tid, at plantevækst begyndte at brede sig på landjorden, som indtil da havde været ørkenagtig. Plantedækket medførte gennemgribende forandringer i den måde, klipper og jordarter på landjorden blev nedbrudt ved forvitring, erosion og sedimenttransport. Samtidigt fremkaldte bjergkædedannelser store variationer i havspejlets højde, foruden klimaændringer, som fik den geologiske udvikling, herunder udviklingen af nye plante- og dyrearter, til nærmere at foregå i spring fremfor gradvist.
Vor tids geologer har et andet syn på aktualitetsprincippet end man havde på Lyells tid. Nu stilles der spørgsmålstegn ved, hvor ensartet de geologiske processer har virket gennem geologisk tid, og man foretrækker at kvantificere dem inden for en kendt tidsramme af den geologiske historie. Forholdene i dag anses ikke længere for at være tilstrækkeligt retvisende til at kunne fungere som nøgle til forståelse af fortiden, fordi geologiske processer kan være forløbet på anden vis og med andre hastigheder end hvad man har kunnet observere i den geologisk set meget korte tid der har været mennesker på Jorden. Ideen om processernes konstans gennem tiden har været populær lige siden Lyell fremsatte den for næsten tohundrede år siden, og dette selvom Lyell i sin argumentation sammenblander et metafysisk aksiom med en videnskabelig hypotese. Derfor har man holdt igen med kritik af aktualitetsprincippet, og oftest søgt at forklare store geologiske forandringer som sammensat af et meget stort antal små forandringer.
I dag opfattes Jordens historie som resultat af langsomme, gradvise processer, som af og til afbrydes af kortvarige naturkatastrofer, som påvirker jordkloden og dens plante- og dyreliv dramatisk.